# Eustomias similis
Eustomias similis är en fiskart som beskrevs av Parin, 1978. Eustomias similis ingår i släktet Eustomias och familjen Stomiidae. Inga underarter finns listade i Catalogue of Life.